# Autbert von Cambrai

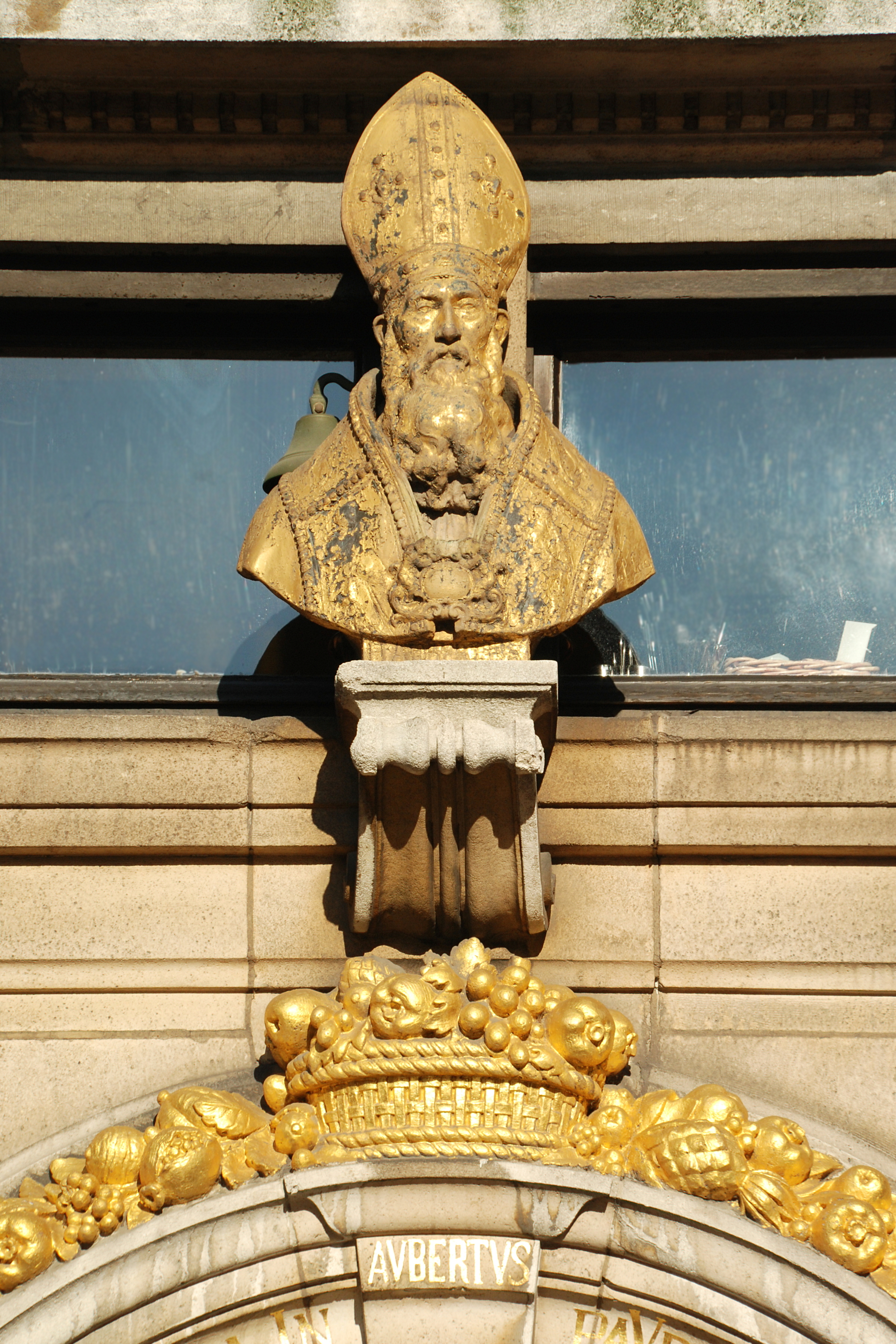
Büste von Autbert am Zunfthaus der Bäcker in Brüssel

Autbert von Cambrai, auch Aubert von Cambrai (* um 600; † 13. Dezember 669 in Cambrai) ist ein Heiliger der römisch-katholischen Kirche, er war Bischof von Arras und Cambrai.

## Leben
Autbert war mit König Dagobert I. (um 608 – 639) verwandt. Während seiner Zeit an dessen Hofe widmete er sich der Missionsarbeit und setzte sich für die Klöster in Flandern ein. Einigen Berichten zur Folge wurde Autbert Mönch im Kloster Luxeuil. Im Jahr 633 wurde er zum Bischof von Arras und Cambrai ernannt und starb dort am 13. Dezember 669. Er war an Klostergründungen in Arras, Lobbes, Wallers und Crespin maßgeblich beteiligt. Bevor er am 24. Januar 1015 seine letzte Ruhestätte in der Kirche St-Géry-et-Aubert in Cambrai fand, wurden um 950 einige Reliquien, mit einem nachfolgenden Reliquienstreit, nach Magdeburg verbracht.

## Verehrung
Der hl. Autbert ist der Schutzpatron der Bäcker, weshalb er auch als Bäcker oder Bischof dargestellt wird. Als Beiwerk erhält er Mitra, Krummstab, Buch und Brote. Die Brote verweisen auf die Legende, nach der er während einer Hungersnot eigenhändig im Kloster Brot gebacken haben soll. Dieses lud er auf einen Esel, der diese dann allein in die Stadt gebracht haben soll. Sein bekanntester Schüler war der hl. Landelin von Crespin.  Ungefähr 13 km ostwärts von Cambrai liegt die kleine Ortschaft Saint-Aubert.